# オヴァーダ
オヴァーダ（伊: Ovada）は、イタリア共和国ピエモンテ州アレッサンドリア県にある、人口約11,000人の基礎自治体（コムーネ）。

## 地理

### 位置・広がり
| 隣接するコムーネは以下の通り。括弧内のGEはジェノヴァ県所属を示す。 - ベルフォルテ・モンフェッラート - クレモリーノ - モラーレ - ロッカ・グリマルダ - ロッシリオーネ (GE) - シルヴァーノ・ドルバ - タリオーロ・モンフェッラート - トリゾッビオ |

### 地震分類
イタリアの地震リスク階級 (it) では、3 に分類される
。

## 行政

### 分離集落
オヴァーダには、以下の分離集落（フラツィオーネ）がある。
- Borgo, Costa, Gnocchetto, Grillano, San Lorenzo